# Калиновик
Калиновик (босн. Kalinovik, серб. Калиновик) — містечко на південному сході Боснії і Герцеговини, на території Республіки Сербської, центр однойменної громади в регіоні Істочно-Сараєво.
За даними перепису населення 2013 року, у містечку проживає 1 093 особи.

## Населення
| Калиновик    |                 |               |               |      |
| Рік перепису | 1991            | 1981          | 1971          | 1961 |
| Серби        | 1 061 (76,60 %) | 902 (75,41 %) | 670 (84,27 %) | 622  |
| Мусульмани   | 244 (17,61 %)   | 200 (16,72 %) | 89 (11,19 %)  | 22   |
| Хорвати      | 4 (0,28 %)      | 9 (0,75 %)    | 6 (0,75 %)    | 17   |
| Югослави     | 30 (2,16 %)     | 50 (4,18 %)   | 12 (1,50 %)   | 29   |
| Інші         | 46 (3,32 %)     | 35 (2,92 %)   | 18 (2,26 %)   | 13   |
| Усього       | 1 385           | 1 196         | 795           | 703  |